# Élections sénatoriales de 1903 en Guadeloupe
Les élections sénatoriales en Guadeloupe ont eu lieu le dimanche 4 janvier 1903. 
Elles ont eu pour but d'élire le sénateur représentant le département au Sénat pour un mandat de neuf années.

## Contexte départemental
Les grands électeurs reflètent les résultats des élections municipales de 1900.

## Présentation des candidats et des suppléants
Le nouveau représentant est élu pour un mandat de 9 ans au suffrage universel indirect par les 284 grands électeurs du département, au scrutin majoritaire à deux tours. 
| Candidats | Candidats       | Parti   | Principale fonction                                                       |
| --------- | --------------- | ------- | ------------------------------------------------------------------------- |
|           | Adolphe Cicéron | Rad-soc | Notaire. Soutenu par les usiniers et le crédit foncier. Sénateur sortant. |
|           | Élie Héry       |         |                                                                           |

## Résultats
|          | Adolphe Cicéron * | Rad-soc  | 189 | 66,55  |  |  |
|          | Élie Héry         |          | 95  | 33,45  |  |  |
|          |                   |          |     |        |  |  |
| Inscrits | Inscrits          | Inscrits | 290 | 100,00 |  |  |
| Votants  | Votants           | Votants  | 285 | 98,28  |  |  |
| Exprimés | Exprimés          | Exprimés | 284 | 99,65  |  |  |